# خونسیانا
خونسیانا دهستانی در استان آبیلای اسپانیا است.
در این دهستان ۱۰۱ نفر زندگی می‌کنند. مساحت این دهستان ۱۴٫۸۹ کیلومتر مربع است.